# Barraquismo en Barcelona
Los barrios de barracas han formado parte de la historia de la ciudad de Barcelona por lo menos desde la década de 1870. Este tipo de asentamientos irregulares acostumbraban a situarse en zonas no edificables; y además de la precariedad estructural de los edificios sufrían un déficit en servicios asistenciales como agua corriente, electricidad, recogida de basuras o alcantarillado. La mayoría de sus habitantes provenían de otras partes de Cataluña, de la Comunidad Valenciana, de Murcia y de Andalucía, aunque la mayoría de la población inmigrada tampoco vivió nunca en barracas, ni fue esta la forma mayoritaria de inserción de los inmigrantes en la ciudad.

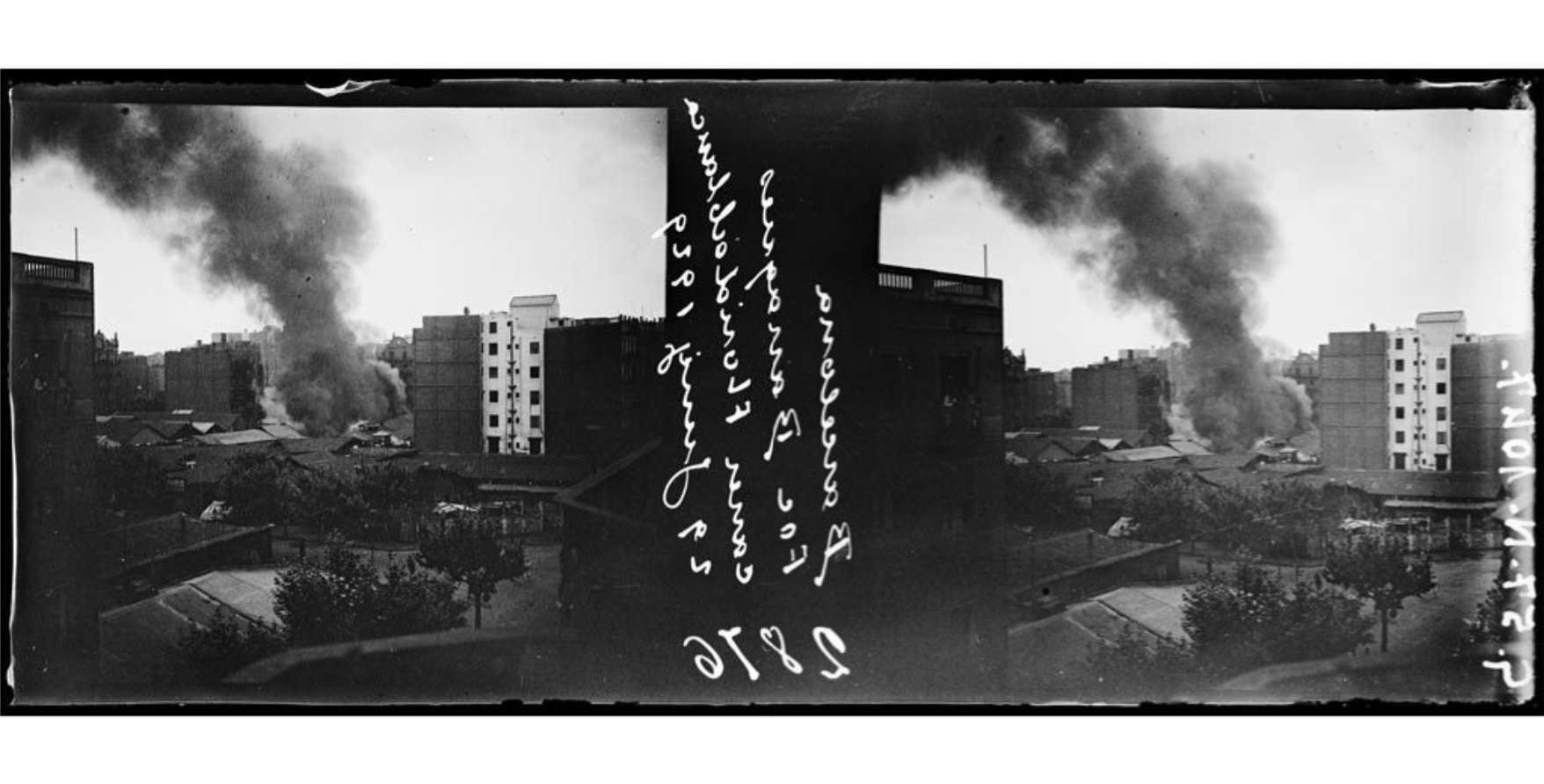
Incendio en las barracas de la calle Floridablanca el 29 de junio de 1929

Aunque los asentamientos fueron cambiando, desapareciendo algunos y creándose otros a lo largo del tiempo, la guía sobre el barraquismo del Museo de Historia de Barcelona señala tres núcleos principales de barracas que son la zona del litoral (con el Somorrostro, Pequín o el Campo de la Bota), Montjuic (con Tres Pins o Can Valero), y los montes del Carmelo y de la Rovira. Además también existieron núcleos en diversas áreas menores diseminadas por la falda de la sierra de Collserola, así como otros núcleos de barracas en los espacios intersticiales del tejido de la ciudad, tanto en islas de casas en los extremos del Ensanche como en las zonas de contacto entre Sants y Les Corts y Hospitalet, o incluso en los pasillos de los edificios (en 1930 había 1600 viviendas ubicadas en pasillos). Los asentamientos del Ensanche fueron algunos de los más volátiles, que se desalojaban a medida que se iba ampliando la ciudad, y los del litoral y los de Montjuic fueron los más constantes. A partir de 1940 se consolidaron los núcleos del Carmelo y de La Perona, absorbiendo parte de los vecinos expulsados de otros barrios en la década de los 60.
A partir del siglo XXI la población de los barrios de barracas de Barcelona ha ido transformándose, y se calcula que hay alrededor de 1000 personas viviendo en barracas distribuidas por distintos barrios de la ciudad. La mitad de ellas se encuentran en el distrito de Sant Martí. Suelen ser personas inmigrantes del África subsahariana o del Magreb, y gitanos de Europa del Este, Galicia o Portugal, y un 20 % son mujeres.

## La barraca
La mayoría de las barracas analizadas por Pons y Martino en los años 30 tenían 20 metros cuadrados o menos y acostumbraban a disponer de una habitación que servía como comedor y cocina y una o dos habitaciones para dormir. Se construían generalmente de materiales de obra reciclados, de cajas de madera o tablones, y con el tiempo se iban construyendo de obra, añadiendo habitaciones en algunos casos. Los tejados eran de cartón cuero, trozos de uralita, capas de cemento, tejas o azulejos, y las goteras eran habituales. Al estar construidas con paredes delgadas acostumbraban a ser húmedas, frías en invierno y calurosas en verano. El acceso a la electricidad fue evolucionando a lo largo de las décadas: primero se iluminaban con velas o candiles de aceite, después lámparas de petróleo o carburo y finalmente electricidad, en la mayoría de los casos conseguida de forma ilegal.Las barracas no contaban con instalación de agua corriente ni aseo, y solo en algunos casos disponían de una fuente pública cercana donde ir a llenar cubos o garrafas para el consumo y la higiene personal. En cuanto al retrete algunas barracas contaban con un pozo ciego aunque la mayoría realizaban sus necesidades en un orinal y vaciaban los excrementos en un vertedero o arroyo cercano, o en el mar en el caso del litoral, lo que provocaba grandes focos de infección.
Este tipo de viviendas acostumbraba a estar bastante apiñadas, contando de media con unas 5 o seis personas, y en ocasiones con otros familiares que llegaban a la ciudad y se pasaban una temporada mientras no encontraban otra cosa. A menudo realquilaban una de las habitaciones, llegando a convivir dos familias enteras en una misma barraca en condiciones de hacinamiento. En las barracas más pequeñas esto significaba que algunos tenían que dormir fuera de la barraca. En los años 50 entre la clase más desfavorecida era más habitual compartir casa que vivir en una vivienda unifamiliar.Desde la implantación del Decreto de 31 de julio de 1813, de espíritu liberal, hasta 1920 con la modificación del Decreto de Bugallal, legalmente se dio libertad de contratación en cuanto al alquiler de las fincas urbanas. 

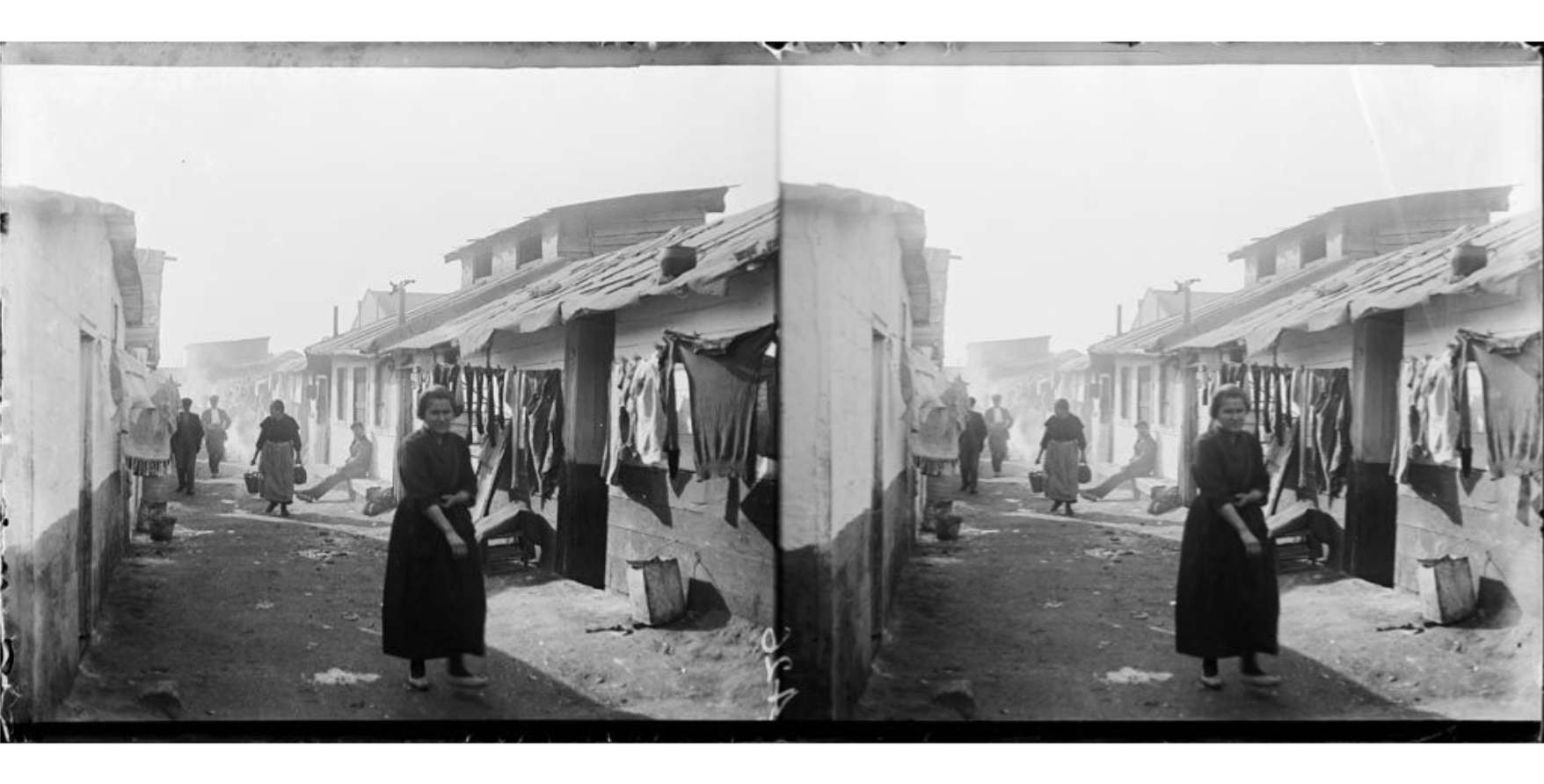
Calle principal del asentamiento de la Riera de la Magoria en 1925

La compra, la cesión la construcción o el alquiler eran las distintas formas de conseguir una barraca. El alquiler de este tipo de viviendas era muy variado, y el más económico que se podía encontrar en la ciudad. Con los años fue aumentando de unas 15-20 pesetas al mes en 1922 a 30 pesetas en los años 30, época en la que un piso de alquiler costaba de media unas 55 pesetas. Las familias de las barracas de Montjuic y de la Magoria que fueron trasladados a las casas baratas de Eduard Aunós antes de la Esposición del 29 pagaban 33 pesetas por los pisos esquineros y 32 por el resto. Aunque el terreno estuviera alquilado algunas barracas eran de propiedad. En 1922 los propietarios representaban el 32 % y en 1930 el 15 %. En la mayoría de los casos las familias consideraban que era una vivienda temporal.Las barracas se podían edificar en terrenos públicos, donde habitualmente se organizaban en callejuelas de forma compacta y pagaban una tasa municipal, o en terrenos particulares donde la densidad de barracas era menor y disponían de una pequeña parcela o se organizaban alrededor de un patio. En algunos de estos barrios de barracas particulares el pago del alquiler era diario y controlado por un cap de vara (jefe de vara), que podía expulsar a las familias que no pagaran el mismo día. 

## El barrio
En los barrios de barracas no había agua corriente ni alcantarillado, y los excrementos se tiraban en varios sitios según la zona, en pozos excavados o rieras en Montjuic o directamente al mar en la zona del litoral.Los problemas de salud eran endémicos, A principios de los años setenta, en el Campo de la Bota, el 74 % de los menores de tres años sufrían problemas de bronquios, y el 51,4 % tenía afecciones en la piel. Las zonas de barracas experimentaron su máxima expansión en la posquerra a mediados de los años 50, y desaparecieron en su mayoría en la década de los 90.Una de las enfermedades más comunes era el tracoma, que afectaba principalmente a los niños y a las mujeres. En el barrio de las casas baratas d'Eduard Aunós se construyó un pabellón de madera para escolarizar a los niños tracomatosos para aislarlos del resto. Este pabellón, al que según Francisco Candel llamaban el colegio de los ojos malos, se convirtió en el sindicato de la FAI durante la Guerra Civil.
La procedencia de la gente de los barrios de barracas fue cambiando a lo largo del tiempo. Hasta los años 20 la mayoría de los inmigrantes procedían de otras regiones de Cataluña pero a partir de entonces empezaron a llegar en su mayoría de País Valenciano y Aragón, seguido de Andalucía oriental. A partir del fin de la Guerra Civil se pasó a un predominio de la inmigración andaluza y se abrieron nuevos focos como Extremadura, Galicia o las dos Castillas. Los motivos principales que llevaron a la gente a emigrar fueron sobre todo la pobreza y el anhelo de una vida mejor, y en parte también el exilio político y la represión posterior a la guerra civil, y en general se daba de las zonas rurales a las zonas industriales de la Península.En muchas ocasiones la gente que llegaba se agrupaba por razón de procedencia conservando así la memoria de su pueblo y sus tradiciones, como en el caso de la barriada de encima del foso de Montjuic donde muchos de ellos eran de Alicún de Ortega.
En 1930 el nivel de analfabetismo en los barrios de barracas era del 52,7 %, siendo la media estatal en hombres del 32 % y de mujeres del 40 %, y el porcentaje de obreros cualificados en trabajo manual era del 6 %. Según una encuesta ya de 1960 trabajaban principalmente en la construcción y en el sector industrial (un 31,5 % y un 34,5 % respectivamente), así como empleados en servicios municipales como la recogida de basuras o el transporte público (con un 8,5 %). También realizaban activitades relacionadas con la economía informal (estraperlo, venda ambulante, recogida de chatarra...); y esporádicamente se abrieron algunas tiendas en los mismos barrios.
Los barrios suburbiales a menudo estaban situados en terrenos insalubres por diversos motivos como la cercanía de una fábrica o de un vertedero. Según narra Francisco Candel en Los otros catalanes "[...]barracas sobre la Fosa, que reciben el hedor que sube a veces de los muertos del cementerio, de la fosa común; las de Valero y de Banderas y el barrio de Can Clos, cerca de donde se acumula la basura de Barcelona; barracas de Jesús y María, al pie del cementerio, propensas a inundaciones cada vez que llueve; barracas de la Bomba, a tocar de las aguas canalizadas e insalubres y de los barrios insalubres de Can Pi.[...]".Los barrios de La Bomba y de Can Pi se situaban en el Hospitalet de Llobregat, municipio limítrofe a Barcelona que también contaba con barrios de barracas en la misma época.

## Historia
Según escribió en la obra Geografia General de Catalunya: la ciutat de Barcelona el historiador Francesc Carreres i Candi, tras la destrucción de parte del barrio de La Ribera para la construcción de la Ciudadela a principios del siglo XVIII, sus habitantes más pobres se fueron a vivir uno de los primeros barrios de barracas en la zona de la actual Barceloneta llamado les Barraques del Mar. Les Barraques del Mar, como núcleo de barracas de pescadores, ya existía por lo menos desde el siglo XVI pero con la llegada de este nuevo grupo de familias se convirtió en el primer barrio importante de barracas de la ciudad moderna. En 1753 el barrio de La Barceloneta fue ganado al mar con el propósito de alojar a las familias de barraquistas afectados.

### SigloXIX
El rápido crecimiento de la ciudad de Barcelona durante el siglo XIX, facilitado por proceso de industrialización durante el periodo de la Fiebre de Oro y de cambios como el derribo de las murallas medievales, hizo que las soluciones de vivienda típicas de la población más desfavorecida como las pensiones, la división de pisos o el alquiler de habitaciones resultaran insuficientes, lo que hizo que cada vez más familias optaran por la autoconstrucción de barracas o de casas (barrios de coreas). Según el artículo de Ernest Lluch La vivienda en el número 43 de la revista Promos publicado en 1966, en el año 1927 vivían unas 100.000 personas en habitaciones realquiladas en la ciudad. En el libro Los suburbios, 1957 el sociólogo Rogelio Duocastella explica que en 1853 el Ministerio de Gobernación instaba a los ayuntamientos de Madrid y Barcelona a edificar barrios suburbiales para los pobres. Entre los años 1875 y 1896 se construyeron en toda la ciudad una media de unos 170 edificios anuales, pero un 65 % de estos se edificaron en el Ensanche, una zona con poder adquisitivo medio-alto, y en los barrios humildes como el Poble-sec o la Barceloneta solamente se construyó un 10 % y un 4 % respectivamente.

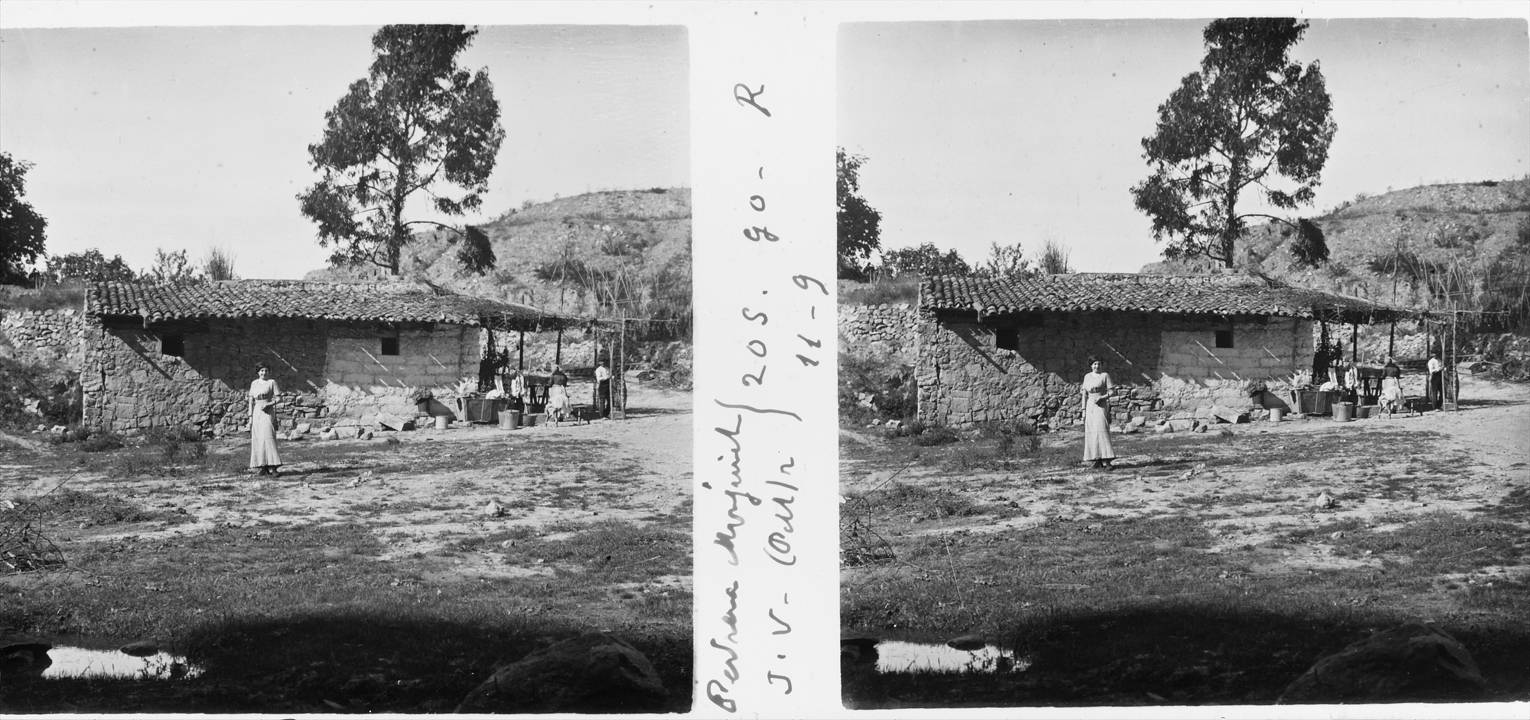
barraca en una de las canteras de Montjuic en 1911

Una de las primeras referencias a barrios de barracas de la ciudad se refiere a un conjunto de las barracas que se levantaron detrás de la fábrica de la Catalana de Gas en la Barceloneta, lo que originaría el barrio del Somorrostro. También está documentada la presencia de barracas en Montjuic en 1885, cuando se ordenó el derribo de las barracas de los trabajadores de las canteras de la zona. Además de las barracas de los canteros también existían otros núcleos de barracas en las zonas que se utilizaban con finalidades hortícolas y de recreo de Montjuic así como en las zonas del litoral utilizadas por los pescadores de la zona como en Casa Antúnez o las playas de la ciudad. Posteriormente, y debido a la construcción de grandes infraestructuras como el recinto de la Exposición Universal de 1888, y de planes urbanísticos como el Plan Cerdá, estos asentamientos provisionales se fueron ampliando y pasaron de albergar a trabajadores temporales a ser asentamientos más estables y a albergar a las familias de estos trabajadores.

### Primera mitad delsigloXX
El inicio del siglo XX también trajo consigo olas migratorias hacia la ciudad, en parte atraídas por la construcción de proyectos como el Plan Jaussely de 1907, las primeras líneas de metro de Barcelona llamadas Gran Metropolitano de 1924 (actualmente línea 3) y Metro Transversal de 1926 (actualmente línea 1) o la Exposición Universal de 1929. Otras iniciativas urbanísticas fueron la reforma del centro histórico, que entre otras cosas incluyó la construcción de la Vía Layetana a través del Plan Baixeras, la ampliación de parques y jardines urbanos impulsada por Nicolás Rubió Tudurí y la construcción de equipamientos escolares municipales.
En 1911 se promulgó la Primera Ley de Casas Baratas y en 1925 la segunda, y aunque se construyeron algunos barrios de bajo coste destinados a la clase obrera (como el barrio de Bon Pastor de 1929) fueron medidas insuficientes ya que en total se construyeron poco más de 2000 viviendas. En 1914 se censaron para el Anuario Estadístico de Barcelona 1218 barracas y 4950 habitantes. Para el Congreso Nacional de Higiene de la Habitación de 1922 se censaron 98 núcleos de barracas y 3859 barracas y a finales de los años 20 el Patronato de la Vivienda censó 6478 barracas, cifra que no llegaba ni al 1 % de la población de la ciudad. Durante los años 30, y después de los grandes desalojos aplicados para la Exposición de 1929, el 60 % de las barracas se situaron en las zonas de playa. Hospitalet de Llobregat fue también tuvo una presencia de barracas significativa tanto por la ola migratoria provocada por las obras de principios de siglo como por el cierre progresivo de los barrios de barracas de Barcelona.
Durante la crisis económica y humanitaria de la postguerra aumentó considerablemente la inmigración y el número de barracas, especialmente durante la hambruna de la década de los años 40. Esta migración tuvo diversas causas entre las que se encuentran el estado de posguerra y crisis económica que trajo el conflicto, la pérdida de mano de obra debido a la muerte por la guerra o al exilio republicano, la sequía que se produjo en España durante la primera mitad de los años 40 o la política económica autárquica del Gobierno franquista. Con el proceso de migración del campo a la ciudad las áreas metropolitanas de las grandes ciudades fueron totalmente desbordadas, lo que provocó que se generaran problemas de disponibilidad de vivienda, especialmente de vivienda de bajo coste. Las zonas industriales más afectadas por lo que se llamó el gran trauma español fueron las áreas metropolitanas de Madrid, Barcelona, Valencia, Gijón y Bilbao; y en menor medida el resto de capitales de provincia, pero el 65% del total de la masa migrante la acogieron las ciudades de Madrid, Barcelona y Bilbao. 
En 1949 el Gobierno Civil de la provincia creó el Servicio Municipal para la Represión del Barraquismo (servicio municipal para la represión de la construcción de nuevas barracas y ampliación de las existentes, Expediente 1.402 del Ayuntamiento de Barcelona), que se encargaba, entre otras cosas, de demoler las barracas y expulsar a los habitantes a sus lugares de origen. El Centro de Clasificación de Indigentes estaba ubicado hasta el 43 en el Pabellón de Rumanía, posteriormente en el Asilo de Nuestra Señora del Puerto y a partir de 1945 en el Palacio de las Misiones de Montjuic. Los que eran detenidos eran encerrados temporalmente en el Palacio de las Misiones, el pabellón de Bélgica o el Estadio, antes de ser enviados de vuelta a sus lugares de origen. Paralelamente se puso en marcha un censo de barracas con la otorgación de un número de barraca y una placa de aluminio, con tal de controlar la proliferación de las barracas. Los trabajadores del ayuntamiento que venían a tirar las nuevas barracas recibieron el sobrenombre de los hombres de los picos. Para evitar que fueran derribadas se acostumbraban a construir de noche. Para el control estatal de los movimientos de la población se estableció un sistema de pasaportes internos, vigente hasta 1948.
El Ayuntamiento, que retornó entre el 52 y el 57 a unas 15 000 personas, aportaba personal de vigilancia y el Gobierno Civil y la RENFE subvencionaba este procedimiento pagando la mitad del coste del billete de vuelta, que posteriormente era facturado a los ayuntamientos de origen de los detenidos.Los trenes que transportaban a las personas desde su lugar de origen, o que se utilizaban para deportarlas, acostumbraban a llevar el apodo de la región de dónde provenían; siendo el más conocido el Sevillano que provenía del sur, pero también otros como el Botejara (proveniente de Extremadura) o el Shanghái (proveniente de Galicia). El tren que iba desde Andalucía a Cataluña se llamaba el Catalán, y llegó a transportar un gran número de personas ya que la población andaluza en Cataluña pasó de 70 000 en 1930 a 850 000 en 1970.
Entre los años 40 y los años 60 se dio un aumento de población de unas 375 000 personas en toda la ciudad. A partir de 1949, que es cuando se hizo el primer recuento exhaustivo de personas que vivían en barracas, empezaron a aplicarse una serie de medidas represivas dirigidas a las personas inmigrantes. Ese año se contabilizaron 5577 barracas en las que vivían 26 081 personas según el Ayuntamiento. El gobernador civil instó a los municipios de más de 15 000 personas a expulsar a los barraquistas y derribar las barracas. Se calcula que entre 1952 y 1957 más de 15 000 personas fueron deportadas desde Barcelona a sus lugares de origen, mediante un proceso que incluía su internamiento provisional en el Pabellón de las Misiones de Montjuic, que en ocasiones podía llegar a durar entre 2 y 3 años. Mientras estaban detenidas sufrían unas condiciones de falta de higiene y de recursos básicos como la falta de camas o mala alimentación. A finales de la década de 1950 el barraquismo llegó a su punto máximo con unas 20 000 barracas que guarecían entre 70 000 y 100 000 personas, un 7 % de la población de la ciudad.

### Segunda mitad delsigloXX
A finales de los años 50 y durante la década de 1960, durante la etapa del desarrollismo con el alcalde Porcioles, los barrios de barracas pasan a verse cada vez más como un estorbo al desarrollo de la ciudad, por lo que se fue transitando de una política represiva de deportaciones a una política más masiva de realojos y traslado de los barraquistas. Durante esta década se desarrollaron de forma más extensa también los programas asistenciales de Cáritas y el programa de vivienda de las casas baratas del Patronato Municipal de la Vivienda, así como la fuerza reivindicativa de las redes y asociaciones vecinales. En la década siguiente se activaron tres frentes paralelos de construcción de viviendas a gran escala, el Plan de Urgencia Social (destinado a la falta de vivienda en general), el plan municipal de supresión del barraquismo aplicado por la Comisión de Urbanismo y el plan estatal de supresión del barraquismo mediante las Unidades Vecinales de Absorción de la Obra Sindical del Hogar.
Siguiendo el plan estatal de 1953 Plan General de Ordenación Urbana (con el Instituto Nacional de Vivienda i la Obra Sindical del Hogar) y el municipal Plan de Urgencia Social de 1958 (con el Patronato Municipal de la Vivienda), se pusieron las bases para la construcción de grandes polígonos de viviendas. Se construyeron ocho grandes polígonos a través del plan de urgencia social, la mayoría de iniciativa privada, que aunque no estaban destinados a las personas con problemas de recursos ayudaron a paliar el problema de la falta de vivienda de la ciudad.
En La Vanguardia del 13 de octubre de 1963 se publicó que según el Boletín del Instituto Nacional de Estadística llegaban a Barcelona una media de 45 000 personas al año, la mitad de las cuales se asentaban en la ciudad y la otra mitad en los municipios circundantes. En 1961 se autorizó al Instituto Nacional de Vivienda a construir 3 polígonos de viviendas en la ciudad a través de la Comisión de Urbanismo (en Canyelles, Valldaura y Badalona), 3 de los 8 que se calculaba que eran necesarios para reubicar a toda la población de las barracas del área municipal de Barcelona, unas 7500 barracas según el recuento oficial de 1958 (12 494 en el área metropolitana según el libro Los suburbios editado para la Semana del Suburbio de 1957). Por otro lado la Obra Sindical del Hogar construyó otros tres polígonos de lo que llamaban UVA, o Unidades Vecinales de Absorción. Los polígonos de UVAs que se construyeron en el área municipal de Barcelona fueron el barrio de Sant Cosme de El Prat (con 2300 viviendas y 13 800 personas), Cinco Rosas de San Baudilio de Llobregat (actualmente Camps Blancs con 1500 viviendas y 8000 personas) y El Pomar de Badalona (con 2000 viviendas y 9366 personas). Durante la siguiente década se continuaron construyendo polígonos de viviendas en la periferia de la ciudad, que junto a los planes de urbanización y de transporte, tuvieron un impacto enorme reduciendo el número de barracas de 7500 en 1958 a 1500 en 1974.
Estos polígonos de viviendas se ubicaban en la periferia de la ciudad, así como en otros municipios como Badalona, El Prat o San Baudilio, y en general no tuvieron en cuenta aspectos como las necesidades laborales o el arraigo de sus habitantes. Eran barrios sin urbanizar, sin equipamientos y servicios básicos como alcantarillado o agua corriente, lo que hizo que se los conociera como barrios de "barraquismo vertical". La construcción y materiales de estos bloques de viviendas a menudo eran de baja calidad y se degradaban rápidamente; y tanto la contratación, la construcción como la adjudicación estaban a merced de la picaresca y la corrupción.Los bloques de viviendas a veces disponían de un local comunitario llamado Centro Social a disposición del barrio, como en los de la Verneda, Baró de Viver, la Trinidad y Can Clos, y estos centros podían contar con un televisor, un bar, un escenario o una pequeña biblioteca. La construcción de estos locales en ocasiones era asumido por el Patronato Municipal de la Vivienda durante la construcción del barrio, y en otras ocasiones solo asumía el coste de los materiales, como en el caso del Centre de Can Clos.
El hecho de que los pisos a los que eran reubicadas las familias tuvieran un alquiler o un precio de compra, aunque bajo, impidió a muchas de ellas poder acceder a estas viviendas. Estas familias eran trasladadas a otros barrios de barracas de la ciudad como en el caso del desalojo del Somorrostro en 1967 o de Torre Baró que fueron reubicadas al barrio de La Perona, en su mayoría de etnia gitana.En casos excepcionales como el de las riadas del Vallés de 1962, en el que se inundaron barriadas de numerosos municipios, se habilitaron barracas comunitarias en algunos de ellos para reubicar a las familias afectadas, muchas de ellas provenientes de barrios de barracas. Algunas estuvieron un tiempo en el pabellón de las Misiones o en Can Vidalet hasta que se les asignaron viviendas sociales, y a otras les fueron asignadas barracas en otros barrios.
Otra de las salidas que encontraron las familias de los barrios de barracas para poder permitirse una vivienda digna fueron las cooperativas de vivienda. Este tipo de construcciones se financiaban a través de préstamos o créditos de cajas de ahorros o incluso del Patronato de Vivienda, y la construcción era asumida muchas veces por los mismos socios de la cooperativa en su tiempo libre.
Los barrios de barracas masificados no fueron desalojados totalmente hasta la época de la Transición y de los primeros ayuntamientos democráticos. En 1974 se contabilizaron 1460 barracas y en 1980, tres años después de las primeras elecciones, se creó la Comisión Gestora para la Erradicación del Barraquismo, integrando el Área de Servicios Sociales y el Área de Enseñanza bajo una perspectiva más social. En esta época se crearon talleres ocupacionales y otras infraestructuras desde el Ayuntamiento para mitigar el impacto de las bajas condiciones de vida, intentando sustituir a las instituciones de beneficencia privadas, mientras se iban reubicando las familias en pisos diseminados del mercado secundario. En 1982 se censaron 1108 barracas, y los últimos núcleos como los del cerro de la Rovira, La Perona, Trascementerio (en catalán Rere Cementiri) o Campo de la Bota se desalojaron durante los preparativos de las Olimpiadas del 92. El 7 de enero de 1991 Pascual Maragall destruía simbólicamente la última barraca.

### SigloXXI
A partir del 2005 los asentamientos de barracas del área metropolitana de Barcelona han tomado relevancia de nuevo. En estos nuevos asentamientos suelen vivir personas inmigrantes del África Subsahariana o del Magreb, y gitanos de Europa del Este, Galicia o Portugal, y trabajan principalmente de la recogida de chatarra. Según datos del organismo oficial del Ayuntamiento, la Oficina del Plan de Asentamientos Irregulares, la población de barraquistas en los últimos años ronda las 500 personas, la mitad de ellas instaladas en el distrito de Sant Martí. Según la fundación Arrels en 2019 había 1200, distribuidas en 75 asentamientos irregulares. Algunas de las razones por las que es difícil cuantificar el número de gente que vive en estos asentamientos son porque al no estar empadronados ya no se acercan a Servicios Sociales ya que no se les atenderá, por miedo a ser enviados a un Centro de Internamiento de Extranjeros o porque tienen hijos y temen entrar en un proceso de retirada de la custodia. Muchos de estos asentamientos se sitúan en solares naves industriales abandonadas y a medida que se van derribando se construyen de nuevo en otras ubicaciones de la ciudad o en los municipios de alrededor. En muchos casos estos desalojos llevan a los residentes a ser detenidos y llevados a los Centros de Internamiento de Extranjeros, pendientes de ser deportados a sus países de origen.
Existen varias organizaciones de ayuda a las personas que viven en barracas como la asociación de Badalona Red de Soporte a los Asentamientos, ciudad en la que viven unas 200 personas en asentamientos. Esta asociación ayuda a las personas inmigrantes en situación de vulnerabilidad, principalmente en temas de acceso a una vivienda digna y de regularización de papeles de residencia para poder acceder a un contrato de alquiler o de trabajo. Otras asociaciones que se dedican al tema de los asentamientos irregulares son Arquitectura sin Fronteras, Amics del Moviment Quart Mon o Quatorze.El Ayuntamiento cuenta con dos programas de soporte, la Oficina del Plan de Asentamientos Irregulares (OPAI) y el Servicio de Inserción Social para Familias (SISFA).
Han existido varios grandes asentamientos como el del Camí de la Cadena de unas 76 personas, construido en los años 70 y derribado en 2018, cuyas familias fueron reubicadas en unos pisos de protección oficial de Can Batlló. Otros han sido los asentamientos en naves y solares del barrio de Poblenou como los del distrito 22@ o el del número 127 de la calle Puigcerdá en la que vivían unas 300 personas, y que fue visitada en 2013 por el enviado de la Relatoría Especial de las Naciones Unidas para presentar un informe al Consejo de Derechos Humanos de Naciones Unidas en junio de ese año. El enviado de la ONU también llamó la atención sobre la situación del barrio de Cañada Real de Madrid. También existen otros asentamientos en Vallcarca o en Montjuic.
Los grandes núcleos barraquistas en la actualidad se encuentran fuera del término municipal de Barcelona, dentro del área metropolitana de Barcelona. El más grande se encuentra en el término municipal de Moncada y Reixac, que se extiende en los márgenes del río Besós, y que alberga unas 500 barracas. En los barrios del Gorg y de Sant Roc de Badalona la población que vive en barracas supera las 400 personas. También tienen asentamientos de barracas municipios metropolitanos como Badalona, Esplugas de Llobregat o Hospitalet.

## Áreas importantes de barracas

### Litoral
La zona de las playas de Barcelona albergó barracas de pescadores desde por lo menos el siglo XVI, y tras la guerra de Independencia de Cuba se asentaron unas 900 personas en la playa de Pequín. A partir de los años 20 ya se habían consolidado los núcleos de barracas de la Barceloneta, las del Gas, Somorrostro, Trascementerio, Bogatell, Mar Bella, Pequín y el Campo de la Bota con aproximadamente unas 100 barracas y 500 personas cada uno. Su máxima expansión se produjo durante el franquismo y algunos de sus núcleos de barracas duraron hasta las Olimpiadas del 92. Era una zona sin ningún tipo de servicio público, con barracas construidas en su mayoría a primera línea de mar y que convivían con la desembocadura de las aguas residuales de la ciudad, lo que las hacía especialmente vulnerables frente a los temporales y a las infecciones. A menudo parte de los habitantes de las playas tenían que ser alojados en in extremis en el estadio de Montjuïc o en el pabellón de Bélgica a causa de los destrozos ocasionados por los temporales.
- Campo de la Bota. Fue uno de los barrios que absorbieron la inmigración de principios del siglo XX. Durante la dictadura de Francisco Franco se llegaron a fusilar centenares de personas en uno de los terrenos de la zona, entre los años 1939 y 1952.[71][72][73] En 1971 llegó a tener 700 barracas y una población de 3270 personas. En 1989 se derribaron las últimas barracas del barrio.[74]

- Pequín Este asentamiento tiene su origen en los inmigrantes chinos y filipinos que llegaron a Barcelona tras la guerra de Independencia de Cuba y de la Revolución filipina, en su mayoría pescadores.[75] A principios del siglo XX fue creciendo con la llegada de inmigrantes del sur de España y hacia 1920 ya contaba con alrededor de centenar de barracas. Con el tiempo el núcleo se unificó con el de Campo de la Bota.[1][76][77]

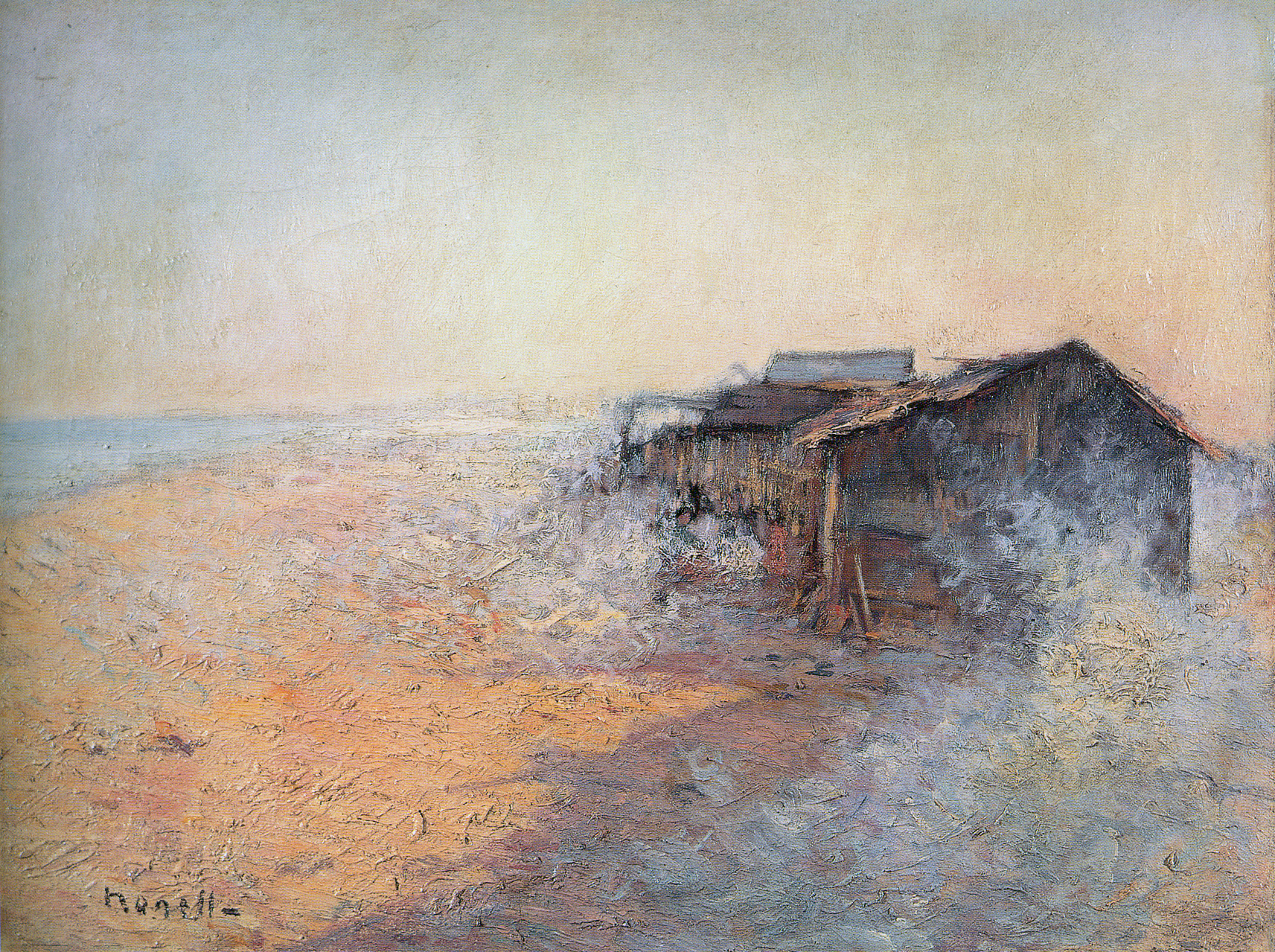
Platja de Pequín de Isidre Nonell (1901)

- Trascementiri: Este barrio litoral apareció a finales del siglo XIX en una zona entre el muro del cementerio del Poblenou y la línea de ferrocarril que existía entre Barcelona y Mataró. En 1898 tenía 37 barracas y 160 habitantes, en 1922 64 barracas, y en 1972 80 casitas de obra. El barrio desapareció a consecuencia de la construcción de la Ronda Litoral en 1989 y de las obras olímpicas para la construcción del parque del Poblenou, y los habitantes consiguieron ciertas compensaciones y nuevas viviendas gracias a movilizaciones y la ayuda de la Asociación de Vecinos del Poblenou.[1][78]

- Somorrostro: Aunque la playa ya contaba con la presencia de casetas de pescadores, el barrio del Somorrostro se empezó a construir en la década de 1870 en unos terrenos propiedad del Ayuntamiento, detrás de la antigua fábrica de la Catalana de Gas que se encontraba en el actual parque de la Barceloneta, en el distrito de Ciutat Vella, y se llegó a extender hasta la desembocadura del Bogatell. En 1905 contaba con 63 barracas y en 1920 ya eran un centenar. Alcanzó su máxima extensión en 1954 con 2406 barracas y entre 10 000 y 15 000 residentes.[1] El desalojo y derribo del barrio empezó con la construcción del paseo marítimo en 1957, que fue constriñendo el barrio a medida que se iba ampliando el paseo. Los últimos desalojos se realizaron sin previo aviso el 26 de junio de 1964, en ese momento el barrio de barracas contaba con unas 3000 personas y alrededor de 600 barracas.[79] Para esto se utilizó como excusa el evento militar que se celebraría una semana más tarde, la exhibición militar de la Semana Naval de 1966 que incluyó un desembarco en la playa de la Barceloneta, aunque el objetivo a largo plazo fue el de convertir la zona litoral en un área destinada al turismo de lujo a través del Pla de la Ribera.[80] Las familias damnificadas fueron trasladadas al barrio de San Roque de Badalona, todavía en construcción en aquel momento, y las que no pudieron pagar la entrada de un piso fueron enviadas al barrio de barracas de La Perona.[52][81] El 23 de marzo de 2011 un tramo de 500 metros de la playa de Barcelona recuperó el nombre de playa del Somorrostro.[82]Algunas de las familias fueron reubicadas en los bloques Onésimo Redondo, llamados bloques La Florida desde la Transición, inaugurados en 1954 por la Obra Sindical del Hogar.[83]

### Cerro de la Rovira

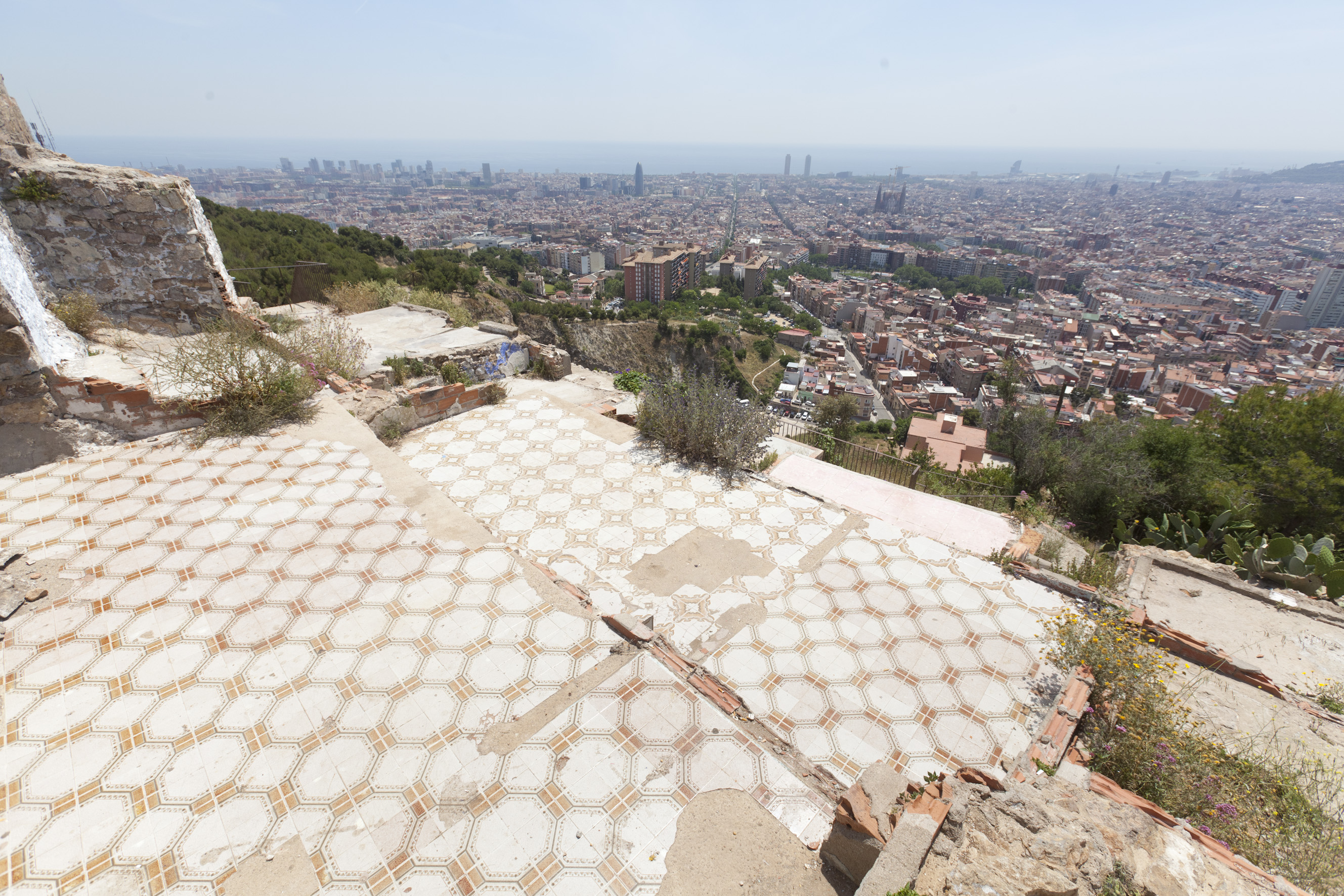
Restos de azulejos en el cerro de la Rovira

Cerro de la Rovira: Durante la década de los años 40 se fueron poblando los restos de las baterías antiaéreas del Carmelo, situadas en la cima del cerro de la Rovira del barrio de El Carmelo, formando lo que sería el núcleo de Los Cañones. Progresivamente se fueron formando otros dos núcleos en el mismo monte que se llamarían Raimon Casellas y Francesc Alegre. También se formaron otros núcleos en el monte Carmelo y en el monte de la Creueta del Coll, alrededor de la zona del parque de los Tres Cerros. Los habitantes del barrio del Carmelo fueron trasladados a unos bloques de pisos que se construyeron en el barrio de Canyelles, después de varios años de reivindicaciones y negociaciones con el ayuntamiento. Se trasladaron a estos pisos unas 100 familias. En todo el barrio del Carmelo llegaron a existir unas 800 barracas y 2500 personas repartidas en los distintos núcleos, siendo los más importantes los de Los Cañones con 110 barracas y 600 personas, Francesc Alegre con 300 barracas y 1680 personas y Raimon Casellas con 135 barracas. Las últimas barracas en ser desalojadas fueron las de Francesc Alegre en noviembre de 1990. El barrio estuvo organizado durante décadas a través de la Asociación de Vecinos del Carmel, que entre otras cosas consiguió en 1984 la construcción de los pisos llamados Pisos Verdes en la misma zona donde se encontraban las barracas de Raimon Casellas. Otros fueron trasladados al barrio de Canyelles. Todavía existen vestigios de las barracas en los parques de los Tres Cerros y de la Guineueta, y los restos de la batería antiaérea y de las barracas de la zona forman un espacio patrimonial mantenido por el Museo de Historia de la ciudad.

### Montjuic
El asentamiento de la montaña de Montjuic fue el asentamiento de barracas más grande de la ciudad, llegando a albergar unas 3500 barracas a principios del siglo XX, alcanzando a finales de la década de los 50 su máximo de unas 30 000 personas y 6090 barracas contabilizadas, la mitad de la población barraquista de la ciudad. Los asentamientos daban la vuelta a la montaña y estaban divididos en barrios, muchos de ellos formando un continuo: Maricel, la Vinyeta (o la Vinya) y Poble Sec situados alrededor del barrio del Poble Sec; Tres Pins, Valero Grande, Petit Valero, Molino, las Banderas, Damunt la Fossa (en la zona suroeste del cementerio), el Pagès, Magòria (delante de la estación del mismo nombre), el Polvorí, Torrent de l'Animeta, la Bomba y otros núcleos menores en la vertiente oeste y y del centro, entre el estadio Olímpico, el castillo y el cementerio; y Casa Antúnez y el Morrot en la vertiente litoral. También había otros situados en la falda de la montaña en el lado de la Zona Franca como el de Dallas Ciudad Frontera (en la esquina de Gran Via con paseo Zona Franca) o los del Hort del Colom. Se levantó un muro que dividía la zona de la exposición, jardines y palacios de los barrios de barracas.
Algunos de estos barrios contaban con fuentes públicas, iglesias y centros sociales organizados por órdenes religiosas como el centro cultural con dispensario nocturno Centre de Joventuts de Montjuïc, que pertenecía a la parroquia de Els Tres Pins, el Centro Oriol o el centro recreativo Las Banderas. También contaba con un centro scout, diversas escuelas como la de Sant Salvador, o el complejo Las Banderas formado por una clínica, una escuela, una capilla, una escuela nocturna y una guardería. Se contabilizaron 15 bares, además de numerosas tiendas de todo tipo diseminadas por la montaña. La agrupación franquista Movimiento Nacional fundó una asociación de vecinos llamada Asociaciones de Cabeza de Familia, con poca afiliación fuera del Movimiento, y la asociación con más fuerza fue la de La Esperanza fundada en 1967, y uno de los pilares de los movimientos reivindicativos de la zona.

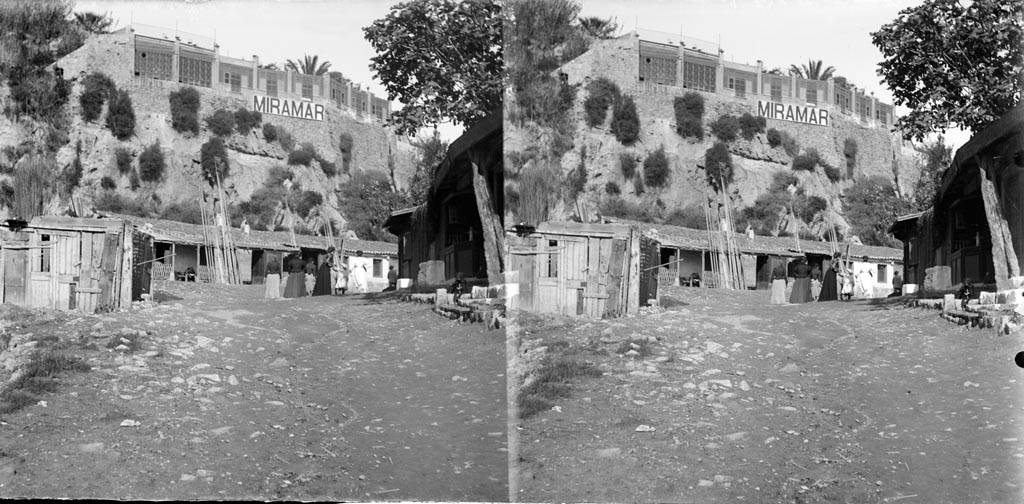
barracas del bario de Miramar de Montjuic

Durante la década de los años 60 se estuvo editando la revista local reivindicativa La voz de la montaña desde el centro social del barrio de les Banderes, que trataba temas relacionados con la vida cultural de las barracas de la montaña y las distintas problemáticas y reivindicaciones que se hacían desde allí como el acceso a una vivienda digna. Esta revista se editó como suplemento de la revista parroquial de la parroquia Nuestra Señora del Port de Montjuich, que dependía de la organización jesuita Misión Obrera de la Compañía de Jesús. Se publicó de forma mensual entre enero de 1967, con el primer número de 17 páginas, y abril de 1968, con el último número publicado de 22 páginas.
Los grandes desalojos se empezaron a aplicar en la década de los 60 con construcciones de infraestructuras como los estudios de Televisión Española Estudios de Miramar en el 59 o el Parque de Atracciones de Montjuic en el 64. La primera promoción urbanística del Patronato Municipal de la Vivienda (actualmente Instituto Municipal de la Vivienda y Rehabilitación) consistió en cuatro polígonos de casas baratas que se construyeron para acabar con el barraquismo en el barrio de Montjuic. Estos cuatro conjuntos de viviendas fueron denominados como Barón de Viver, Milans del Bosch (posteriormente conocido como Buen Pastor), Eduardo Aunós (casas baratas de Casa Antúnez, actualmente Marina del Prat Vermell) y Ramón Albó (actualmente conocido como el barrio de Can Peguera). Las últimas barracas de la montaña se derribaron durante los preparativos para los Juegos Olímpicos de Barcelona de 1992.
- Can Valero: El barrio de Can Valero era el más extenso de la montaña, y estaba situado entre el castillo, el cementerio y el estadio. En 1957 se censaron 8000 habitantes. Recibió su nombre del propietario del bar Casa Valero situado en la entrada del barrio en uno de los accesos del estadio, fundado en 1929 por Valero Lecha.[97] La última barraca de Can Valero se derribó en 1972, y el edificio del bar Casa Valero se derribó en 1987.[1] Taberna Casa Valero en 1987 en la intersección entre las calles Can Valero Gran, Antic de la Animeta y Nit i Dia, en Montjuic

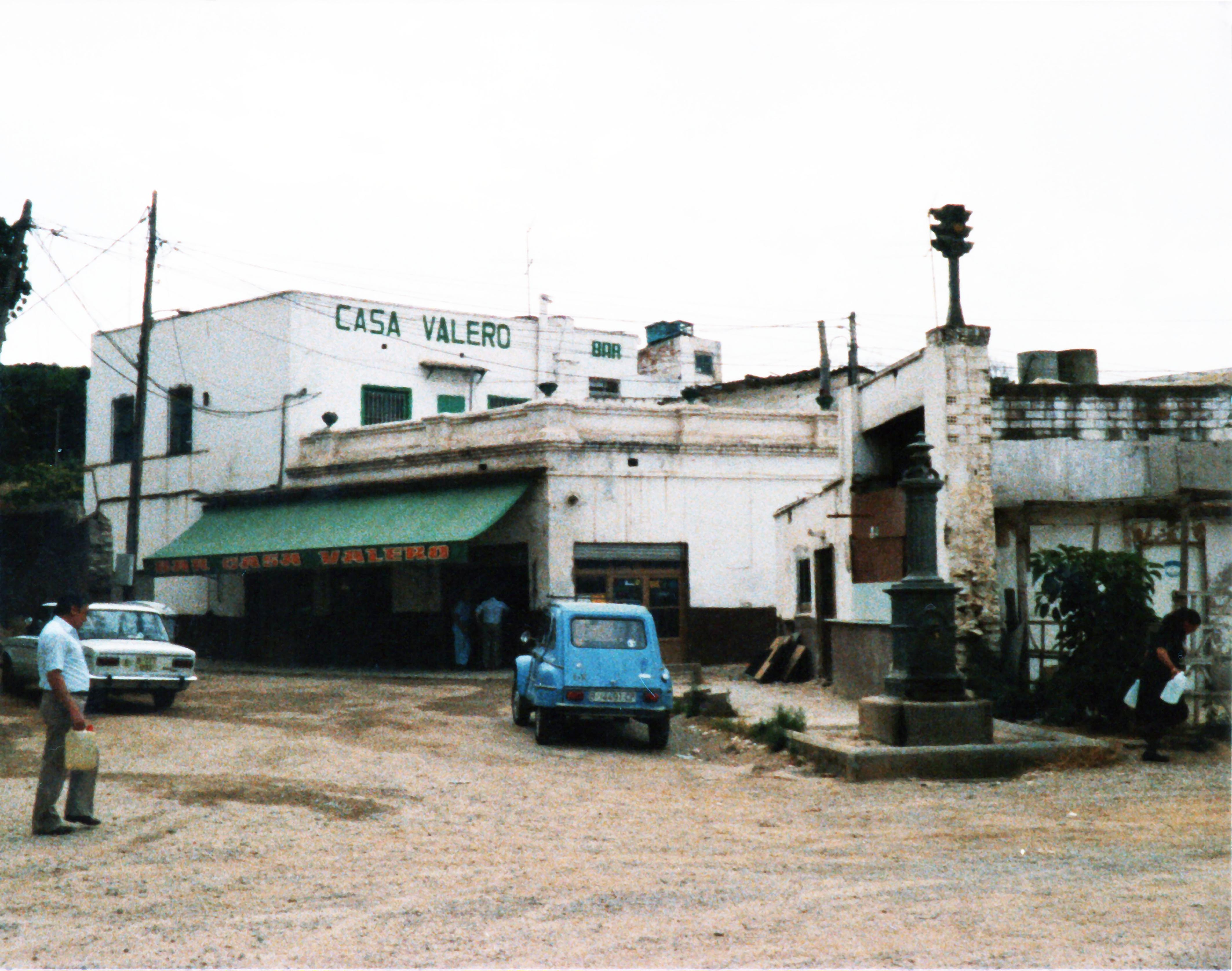
Taberna Casa Valero en 1987 en la intersección entre las calles Can Valero Gran, Antic de la Animeta y Nit i Dia, en Montjuic

- Tres Pinos: Otro de los grandes núcleos de Montjuic fue el barrio de Tres Pinos, situado en la falda del castillo. Contaba con una escuela, una iglesia y un centro social promovidos por organizaciones religiosas. El Ayuntamiento construyó en la zona una serie de barracas en 1964 para alojar a las personas desplazadas del barrio de Maricel debido a la construcción del Parque de Atracciones de Montjuic, inaugurado en 1966.[1]

- Casa Antúnez y el Morrot: La zona de barracas de Casa Antúnez se llamaba originariamente de Jesús y María y estaba situada al suroeste de la entrada del cementerio de Montjuic. Se formó en 1925 cuando las obras de la expansión del puerto de Barcelona desplazaron las barracas de las 120 familias de pescadores de la zona, que se trasladaron a Montjuic. Estas familias de pescadores fueron encontrando viviendas mejores a través del Pósito de Pescadores, y la barriada se fue poblando hasta llegar a 800 barracas y 4000 personas a finales de los 60.[3][11]Al ser una zona afectada por la futura Ronda Litoral los habitantes crearon una cooperativa de vivienda para edificar un barrio nuevo en la misma zona, pero terminaron siendo trasladados a otros polígonos de Barcelona, San Baudilio de Llobregat y San Adrián de Besós. Las barracas del Morrot estaban situadas entre el faro y el puerto, al pie del acantilado.[1]

### Otros núcleos
- Diagonal y Santa Gema. Los núcleos de la Diagonal y Santa Gema se levantaron en las zonas de la plaza de María Cristina y las calles Capitán Arenas, Manuel Girona y Numancia a principios de los años 40. El núcleo más denso se encontraba alrededor de la iglesia de Santa Gema. Se edificaron unas 200 barracas, y se ocuparon algunas cuevas que ya existían en el terreno. En mayo de 1952 se desalojaron todos las barracas con motivo del XXXV Congreso Eucarístico Internacional, y sus habitantes fueron realojados en bloques de pisos de baja calidad en los barrios de Can Clos, Cases del Gobernador Vía Trajana y Casa Antúnez.[13][1]También existió un núcleo de barracas en los campos donde se construyó la cárcel Modelo.

- Hospital de San Pablo. Este asentamiento estuvo ocupado desde la década de 1920 en la calle Castillejos, detrás del hospital de San Pablo y alrededor del Mas Casanovas, y fue derribado en 1974 para construir la ronda del Guinardó. Sus habitantes fueron trasladados al barrio de La Mina. En 1971 el núcleo contaba con 255 barracas y dos fuentes públicas.[12][1]

- Llano de Santa Engracia. El núcleo de Santa Engracia, en la actual plaza de Ángel Pestaña del distrito de Nou Barris, surgió a partir de una estafa inmobiliaria de 1964 en la que el constructor vendió los mismos pisos a distintas personas. Coexistió con los bloques de pisos hasta 1984, momento en que gracias a las reivindicaciones de los vecinos fueron realojados los últimos barraquistas en los bloques Renfe-Meridiana.[1][98][99]

- La Perona. El núcleo de la Perona nació en la ronda de Sant Martí a las afueras de Barcelona, entre el puente de Espronceda y la riera de Horta, pero a medida que la ciudad creció se fue construyendo a su alrededor el barrio de la Verneda.[88] Se creó en 1947 en los terrenos de las vías de tren de la RENFE, y recibió su nombre de Eva Perón a raíz de su visita a España ese mismo año ya que se difundió la idea de que quería hacer construir casas para los pobres en la ronda de Sant Martí. Al principio tenía unas 200 barracas pero a medida que fueron desapareciendo otros barrios como el Somorrostro o el Torrent de l'Animeta de Montjuic llegó a contar con unas 890 barracas y sobre unos 5000 habitantes a finales de los años 70, con una extensión de 2 km de largo.[100][101] El barrio pasó a ser el más extenso de la ciudad tomando el relevo a Montjuic, llegando hasta el puente del Trabajo y la riera de Horta, con barracas más precarias y familias con menos recursos. Con los años fue aumentando su nivel de marginalidad, debido a que las barracas libres eran reocupadas por familias en situación todavía más precaria a medida que sus inquilinos iban accediendo a programas de realojamiento, hasta que fue desalojado totalmente en 1989 bajo el pretexto de los Juegos Olímpicos del 92.[1][84][52] En los terrenos que ocupaba la Perona se construyó el parque de Sant Martí.[4]
- El barrio de Sants contaba con numerosos núcleos de barracas diseminados, especialmente alrededor de Torrassa, la Bordeta y en dirección a Collblanc en Hospitalet.[13]

## Efectos en la salud
Los informes de 2010 realizado por Cáritas Con techo y sin hogar, y el posterior realizado entre la Agencia de Salud Pública de Barcelona y Cáritas Diocesana de Barcelona, publicado en diciembre de 2013 bajo el título Salud y vivienda en población vulnerable (Novoa, Ward et al.; 2013) remarcan los impactos que tienen en la salud los problemas relacionados con la infravivienda. Los problemas más habituales que se encontraron entre los encuestados de Barcelona y alrededores fueron os problemas de plagas (ratones, cucarachas, pulgas, etc.), humedades y hacinamiento. Estos problemas están directamente relacionados con enfermedades como la bronquitis, el asma o la tuberculosis en el caso del hacinamiento, la humedad y la falta de ventilación; y con enfermedades infecciosas relacionadas con el contacto con las plagas. También encontraron una alta prevalencia de otras más relacionadas con los hábitos alimenticios como problemas de estómago, desajustes intestinales, problemas en el crecimiento, falta de vitaminas y proteínas, sobrepeso y obesidad. Problemas que, al mismo tiempo, pueden ser los causantes de otras afecciones como los trastornos músculo-esqueléticos, la hipertensión o la diabetes.
Por otro lado se encontró que el 70 % de los adultos y el 42 % de los menores tenían mala salud mental frente al 15 % y el 5 % respectivamente en comparación con el conjunto de Barcelona. Según el equipo de psicólogos de Cáritas los problemas mentales eran mayormente depresivos, psicosomáticos, y en el caso de los inmigrantes también incluía el síndrome de Ulises. 
Debido a su impacto en el nivel de vida de las personas el tema de la vivienda digna es uno de los ejes principales de los Objetivos de Desarrollo Sostenible de 2030 marcados por la ONU.

## Rechazo
Las comunidades de los asentamientos de barracas fueron rechazados desde sus inicios como muestran las políticas públicas para afrontar el tema de las barracas. Las barracas de Montjuic se documentan por primera vez en 1885, para ordenar su demolición. Tanto los discursos oficiales (como el reportaje del periódico franquista Solidaridad Nacional del 7 de septiembre de 1949 que tildaba de "cinturón troglodita" a los barrios de barracas), como la reacción de la población en general con lemas como el de xarnegos fora! (¡charnegos fuera!) mostraban una actitud de rechazo basados en el estigma. Este estigma se manifestaba de forma más pronunciada en el caso de los barraquistas de etnia gitana. Este rechazo se mantuvo a lo largo de las décadas, perviviendo en el barrio de La Perona con incidentes como la quema de la escuela provisional municipal en 1972 o las manifestaciones de los vecinos de fuera del barrio, que concentraban en contra de la presencia de las chabolas a lo largo de las últimas décadas hasta su demolición.
Otro aspecto importante sobre los asentamientos informales en España, y en Barcelona, es que perpetúan estructuras de racismo estructural y exclusión residencial, lo que pone en evidencia la incapacidad del sistema de para dar una solución a dichos problemas, como remarca un estudio de 2022 publicado por la Dirección General para la Igualdad de Trato y Diversidad Étnico Racial. El 90 % de las personas que residen en los barrios de barracas analizados en el estudio pertenecen a algún grupo étnico que sufre discriminación racial de forma habitual, y en muchos casos antes de llegar al asentamiento han pasado por procesos de discriminación racial en el ámbito de la vivienda o se han encontrado con requisitos de acceso inasumibles o a la pérdida de una vivienda anterior. 

## Resiliencia y movimientos reivindicativos
Una de las actividades habituales en estas comunidades fue el mantenimiento de autocultivos hortícolas, que habrían contribuido a una mayor resiliencia de las comunidades que los desarrollaron y de los ecosistemas en los que lo hicieron, así como también contribuyeron al mantenimiento de la salud y de la autoestima de estas comunidades. Solo en Montjuic llegaron a parcelarse más de 2000 huertos particulares.
Los vecinos de los barrios de barracas se organizaron en distintas asociaciones vecinales y de vivienda para luchar por el derecho a una vivienda digna, aspecto que se mantuvo una vez reubicados a los nuevos barrios de viviendas debido a su baja calidad y pobres condiciones de vida. Algunas de estas asociaciones fueron la Asociación de Padres de Familia La Esperanza de Can Valero (creado tras el desalojo del barrio de Maricel), la Asociación de Vecinos La Unión de Camps Blancs de San Baudilio, la Asociación de Vecinos del Carmelo o la Coordinadora de Entidades para la Erradicación del Barraquismo de La Perona. Uno de los lemas más utilizados durante estas luchas vecinales fue el de Pisos si, barraques no!.Otra reivindicación importante de la década de los 60 fue la de disponer de un piso por familia, ya que los primeros planes de intervención contemplaban la adjudicación de un piso por barraca pero muchas de ellas estaban habitadas por más de una familia. Algunas de las acciones más significativas fueron los diversos casos de secuestros de autobuses como los tres de Verdún y Roquetes y el del 47 de Torre Baró, o la lucha por los semáforos de la Prosperitat que bloqueó el barrio con barricadas durante 23 días en el 76.
Aunque durante la dictadura los suburbios eran mencionados de vez en cuando, siempre lo eran desde una perspectiva propagandística ligada a alguna acción de beneficencia o a algún desastre natural. Aunque ya en los 60 empezaron a salir algunas noticias de crítica social como la serie de reportajes sobre los barrios de barracas de Josep María Huertas, publicados en El Correo Catalán entre 17 de abril y el 18 de julio de 1966 bajo el nombre de Donde la ciudad tiene otros nombres (en referencia a la novela de Francisco Candel Donde la ciudad cambia su nombre, de 1957), no fue hasta el Tardofranquismo cuando los periódicos empezaron a publicar noticias sobre los problemas de los barrios, dando voz a las reivindicaciones de los vecinos. Algunos de los periódicos que empezaron a publicar este tipo de reportajes fueron Tele/exprés, El Correo Catalán, Arquitectura y Urbanismo o la clandestina Agencia Popular Informativa. A los periodistas que investigaban sobre temas sociales o relacionados con la pobreza los apodaban periodistas de barraqueta o huertamaros, ironía en referencia a Josep María Huertas y a los tupamaros de Uruguay.
Un caso excepcional fue el del torero Carmelo Tusquellas, llamado el Charlot, quién gracias al dinero que ganó ejerciendo de torero y cómico en su espectáculo de charlotades construyó una barriada destinada a las clases populares en los terrenos alrededor de su torre de Verdún.
La obra social externa se aplicó principalmente desde las órdenes eclesiásticas. La primera de la que se tiene constancia es la construcción en 1906 de una escuela, un dispensario y una iglesia en la barriada de Pequín a través de la Junta de Instrucción Moral y Religiosa de Pequín de la iglesia de Belén. Estas intervenciones se mantuvieron a lo largo de las décadas, tanto vinculadas al Estado franquista como de iniciativa privada. Se crearon escuelas, dispensarios e iglesias con el objetivo de mejorar la calidad de vida de las personas de los barrios marginales, y a la vez con el objetivo de evangelizar. Cáritas organizó la Semana del Suburbio de 1957 como un mecanismo de renovación de la acción eclesiástica en el mundo contemporáneo.
El Estado franquista tuvo alguna iniciativa como la Escuela de Formación Social, que aunque fue creada durante la Segunda República, fue reabierta en 1939 por Acción Católica, o la Escuela de Visitadoras Sociales Pedagogicas fundada en 1952, adscrita a la Sección Femenina de la Falange. Estas organizaciones franquistas no construían ningún tipo de infraestructura sino que aprovechaban las ya establecidas por la Iglesia. El Patronato Escolar de los Suburbios, creado en 1951, solo podía escolarizar a finales de los 50 a unos 1500 niños, de los 25 000 en edad escolar de los suburbios barceloneses; el resto hasta llegar a los 12 500 escolarizados era asumido por la Iglesia.
Hasta la Ley de Asociaciones de 1964 parte del surgimiento de asociaciones activistas durante la etapa franquista fue posible debido a que estas estaban amparadas legalmente por las organizaciones como Cáritas o los escolapios, aunque en algunos casos esto no era suficiente. Un ejemplo es el de Francesc Botey, el rector de la escuela de los escolapios Castillo de las Cuatro Torres del Campo de la Bota, quién en 1968 fue condenado por el Tribunal de Orden Público a un año de prisión como represión por las denuncias que hacía de los abusos y marginalización de los gitanos.

## Legado cultural

### Audiovisual
El reportaje Barraques. L'altra ciutat producido por el canal de televisión TV3 hace un recorrido entre los años 40 y los años 80 a través de entrevistas a personas que vivieron en barrios como el Somorrostro, Can Valero o Els Canons. De este reportaje se editó un largometraje documental llamado Barraques, la ciutat oblidada.
En cuanto a ficción cabe destacar la película de Francisco Rovira-Beleta Los Tarantos, rodada en el mismo barrio del Somorrostro en 1962, y que contó con la actuación de la bailarina Carmen Amaya, nacida en el mismo barrio. También allí se grabaron algunas escenas de la película Hay un camino a la derecha (1954) del mismo realizador. 
El cine quinqui es otra de las manifestaciones culturales relacionadas con los barrios marginales de las ciudades industrializadas, y generalmente está ambientado en los cinturones industriales de las áreas metropolitanas y retrata el tipo de vida de los jóvenes de finales del siglo XX. Acostumbra a centrarse en uno o varios personajes "quinquis", delincuentes de poca monta, que viven en barrios de chabolas o en los llamados barrios de chabolismo vertical. Por ejemplo la película Últimas tardes con Teresa fue rodada en el barrio del Carmelo en 1984 cuando todavía quedaban chabolas.

### Fotografía
El fotógrafo francés Jacques Léonard, llamado el Payo Chac, se estableció en Barcelona en los años cincuenta y se dedicó a documentar de la mano de su esposa la vida de los gitanos de las barriadas de barracas de la época.
El fotógrafo Kim Manresa hizo un reportaje fotográfico de los barrios de barracas para el libro Tots els barris de Barcelona. 
También fotografiaron los asentamientos fotógrafos como Manel Gausa de Mas o Esteve Lucerón.

### Pintura
El pintor catalán Isidre Nonell realizó cuadros como Platja de Pequín de 1901, Gitanas del Somorrostro de 1904 o Barraques de 1908.
Otro pintor que dedicó parte de su obra a las poblaciones de las barracas fue Francesc Subarroca. 

### Escultura

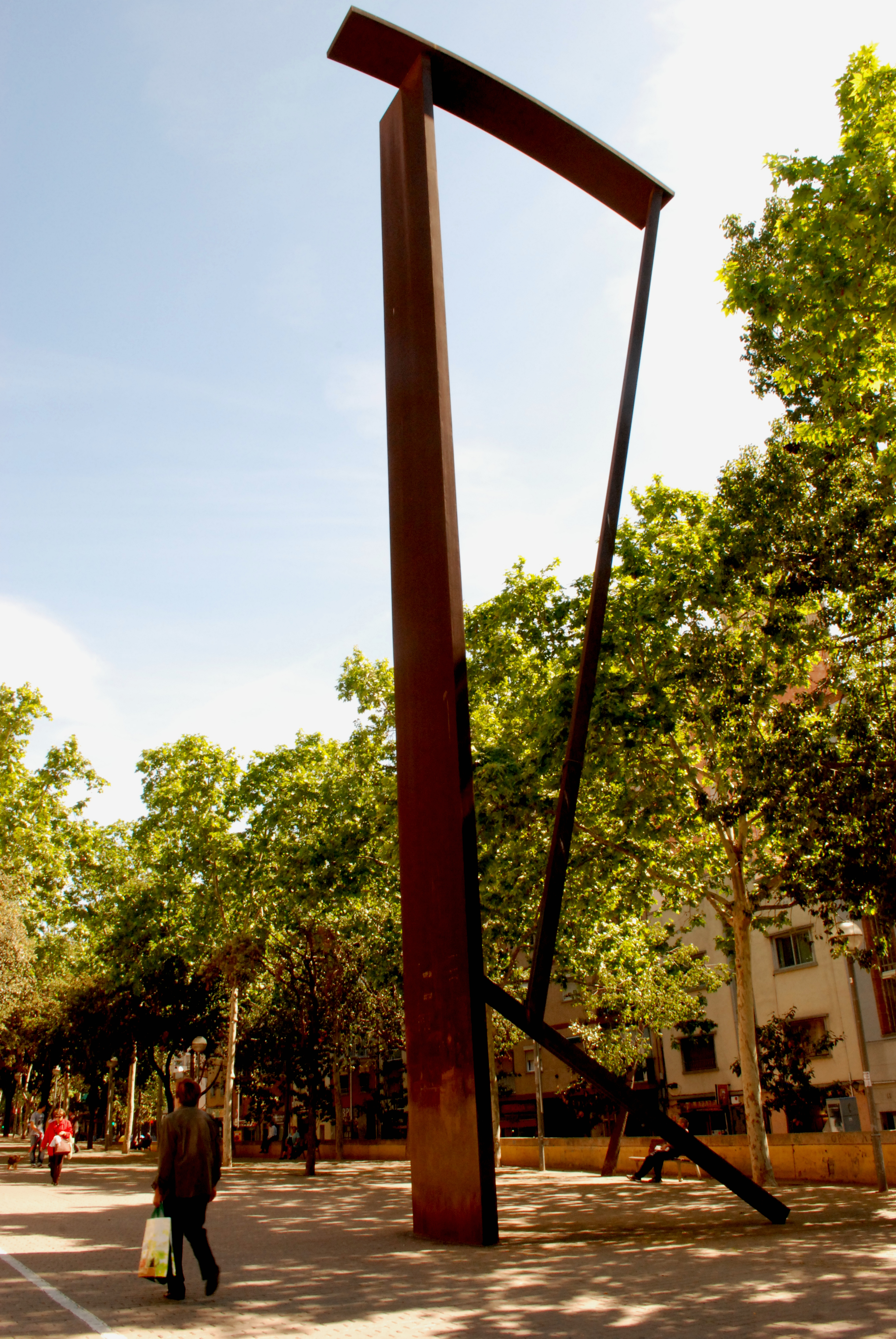
Escultura Als nous catalans de Sergi Aguilar

En 1986 se levantó en Vía Júlia una escultura del escultor catalán Sergi Aguilar llamada Julia (A los nuevos catalanes) dedicada al colectivo anónimo de inmigrantes que llegó a Cataluña desde el resto de la Península.
La asociación Comisión Ciudadana para la Recuperación de la Memoria de los Barrios de Barracas ha impulsado la colocación de placas conmemorativas de los barrios de barracas, y desde la primera colocada en la playa de Somorrostro en 2011, ya ha colocado otras nueve en el Campo de la Bota, Trascementerio de Pueblo Nuevo, Pueblo seco, Santa Engracia (en la plaza de Ángel Pestaña), Raimon Casellas (Carmelo), Casa Antúnez, la Diagonal y el cerro de la Rovira. Además también impulsaron el nombramiento de un segmento de la playa con el nombre de Somorrostro.

### Escritura
El periodista Francisco Candel escribió un estudio periodístico y sociológico sobre los inmigrantes que vivían en los barrios de barracas en el año 1964 llamado Los otros catalanes, así como varias novelas como Donde la ciudad cambia su nombre o Han matado a un hombre, han roto un paisaje.